# Fijibates aelleni
Fijibates aelleni är en kvalsterart som först beskrevs av Sandór Mahunka 1988.  Fijibates aelleni ingår i släktet Fijibates och familjen Scheloribatidae. Inga underarter finns listade i Catalogue of Life.